# OC71 og AC125-familien
OC71-familien og AC125-familien er transistorer baseret på germaniumskiver (mikrochips), som er lavet fra samme produktionslinje. Disse transistorer indeholder to legerede NP-overgange og derfor kaldes de legeringstransistorer. Disse to familier var meget udbredte i Europa i 1950'erne, 1960'erne og starten af 1970'erne.
Produktionen af OC71-familien (OC70, OC71 og OC75) blev startet i 1954 af Philips (datterselskaber: Mullard (UK), Valvo Gmbh. (Tyskland) og La Radiotechnique (Frankrig)). Transistorproduktkoderne "OC70", "OC71" og "OC75" følger Mullard-Philips elektronrørsbenævnelsen, "O" indikerer at elektronrøret har en koldkatode - "C" indikerer at det er en triode - og fx "70" er et løbenummer. En transistor er ikke et elektronrør, men ikke desto mindre blev transistorerne mærket med en udbredt europæisk elektronrørsbenævnelse.
Fra produktionslinjen blev de målt og sorteret efter de målte egenskaber; OC70, OC71 og OC75. Alle tre transistorvarianter blev isat huset SO-2 ("SO" står for eng. Small Outline. Huset er en sortmalet glasindkapsling).
Omkring 1959-1960 begyndte Pro Electron-benævnelserne at blive anvendt. Det betød at OC70, OC71 og OC75 - lettere forbedret - blev mærket som henholdsvis AC107, AC125 og AC126 (AC125-familien). AC107 blev stadig isat huset SO-2 og TO-1 - og AC125 og AC126 blev isat huset TO-1 ("TO" står for eng. Transistor Outline; metalhus).